# Asura atrifusa
Asura atrifusa är en fjärilsart som beskrevs av Turner 1900. Asura atrifusa ingår i släktet Asura och familjen björnspinnare. Inga underarter finns listade i Catalogue of Life.